# Argilloecia elliptica
Argilloecia elliptica is een mosselkreeftjessoort uit de familie van de Pontocyprididae. De wetenschappelijke naam van de soort is voor het eerst geldig gepubliceerd door Ruan.